# 月夜の肖像
「月夜の肖像」（つきよのしょうぞう）は、栗山千明の5枚目のシングル。2011年11月23日にDefSTAR RECORDSから発売された。

## 解説
前作から8ヶ月ぶりのシングル。前作「おいしい季節/決定的三分間」に引き続き、椎名林檎によるプロデュース作品で、表題曲・カップリング曲ともに作詞・作編曲を椎名が手掛けており、演奏は東京事変が担当している。
発売記念イベントが、2011年11月24日に東京ドームシティラクーアガーデンステージで、2011年11月26日にタワーレコード新宿店で、2011年11月27日にタワーレコード梅田NU茶屋町店で、2011年11月28日にアスナル金山で行われた。
- 各地で行われたフリーライブのセットリスト

　24日
1. ルーレットでくちづけを
2. 決定的三分間
3. 月夜の肖像

　26日27日28日
1. コールドフィンガーガール
2. 決定的三分間
3. 月夜の肖像

- 「月夜の肖像」は、主演を務めるテレビドラマ『秘密諜報員 エリカ』の主題歌としてタイアップされた。椎名自身も『椎名林檎 十五周年 党大会 平成二十五年神山町大会』および『椎名林檎 十五周年 班大会平成二十五年浜離宮大会』で英語詞でセルフカバーしている。2011年9月28日にSCHOOL OF LOCK!でオンエアされ解禁された。
- 「青春の瞬き」は、東京事変のラストツアー「東京事変 LiveTour 2012 Domestique Bon Voyage」のアンコールで披露された。また、椎名林檎のアルバム「逆輸入 〜港湾局〜」にセルフカバーされて収録。
  - 「解散時に歌われた楽曲」という縁で、2016年12月19日放送の『SMAP×SMAP』に椎名がゲスト出演し、同月末での解散を発表していたSMAPと同曲で共演した（SMAPが他アーティストと楽曲を共演したのは、このステージが最後）。
  - 更に同月31日の『第67回NHK紅白歌合戦』では、椎名が同曲を披露した際に東京事変のメンバーが解散以降初めて集結、バックバンドとして演奏した。

## 収録曲
| 全作詞・作曲: 椎名林檎、全編曲: 椎名林檎、ストリングスアレンジ: 斎藤ネコ、タンバリン振付：ゴンゾー。 |                |          |            |      |
| # | タイトル       | 作詞     | 作曲・編曲 | 時間 |
| 1.                                                                                                   | 「月夜の肖像」 | 椎名林檎 | 椎名林檎   | 3:49 |
| 2.                                                                                                   | 「青春の瞬き」 | 椎名林檎 | 椎名林檎   | 4:30 |